# Дума (Молдова)
Дума (рум. Duma) — село у Калараському районі Молдови. Входить до складу комуни, адміністративним центром якої є село Деренеу.

## Населення
За даними перепису населення 2004 року у селі проживали 104 особи, усі — молдавани.